# Chili aux Jeux olympiques d'été de 1976
L'équipe de chilienne olympique participe aux Jeux olympiques d'été de 1976 à Montréal. Le pays n'y remporte aucune médaille. L'escrimeur Juan Inostroza est le porte-drapeau d'une délégation chilienne comptant 7 sportifs (7 hommes).